# Chồng cũ, vợ cũ, người yêu cũ
Chồng cũ, vợ cũ, người yêu cũ (tên cũ: Về chung một nhà) là một bộ phim truyền hình được thực hiện bởi Trung tâm Phim truyền hình Việt Nam, Đài Truyền hình Việt Nam do Vũ Trường Khoa làm đạo diễn. Phim phát sóng vào lúc 21h40 thứ 5, 6 hàng tuần bắt đầu từ ngày 28 tháng 4 năm 2022 và kết thúc vào ngày 15 tháng 9 năm 2022 trên kênh VTV3.

## Nội dung
Chồng cũ, vợ cũ, người yêu cũ xoay quanh cuộc sống gia đình Việt (Việt Anh), một cán bộ công chức nhà nước. Sau khi ly dị người vợ đầu tiên là Lam (Thúy Hằng), anh hạnh phúc khi đi bước nữa với Giang (Lã Thanh Huyền), cô gái kém anh nhiều tuổi. Thế nhưng, khi chưa tận hưởng cuộc sống tân hôn được bao lâu, Việt và Giang đã gặp rắc rối vì con gái riêng của anh – Mai Anh – quyết định chuyển từ Nam ra sống chung với bố.

## Diễn viên

### Diễn viên chính
- Việt Anh trong vai Việt[2]
- Lã Thanh Huyền trong vai Cẩm Giang[2]
- Chí Nhân trong vai Quang Vũ[2]
- Đỗ Thúy Hằng trong vai Thanh Lam[6]
- Nguyễn Quỳnh Trang trong vai Mai Anh (Thỏ)
- Quang Thắng trong vai Ông Tiện
- Công Lý trong vai Bố Giang
- Quỳnh Nga trong vai Minh
- Ngô Minh Hoàng trong vai Hào
- Vân Dung trong vai Bà Thanh
- Thùy Dương trong vai Trâm

### Diễn viên phụ
- Đức Trung trong vai Bố Việt
- Tố Uyên trong vai Thu
- Thái Dũng trong vai Thăng
- Trương Hoàng trong vai Cường
- Trần Việt Hoàng trong vai Việt Anh
- Phương Anh trong vai Ngân
- Thành Trung trong vai Quân
- Hàn Trang trong vai Ngọc
- Ali Quang Khải trong vai Cún
- Tạ Vũ Thu trong vai  Thầy Tâm (phong thủy)

Cùng một số diễn viên khác....

## Ca khúc trong phim
Bài hát trong phim là ca khúc "Sẽ chưa là quá muộn" do Bằng Kiều và Phương Phương Thảo trình bày.

## Sản xuất
Đạo diễn của bộ phim là Vũ Trường Khoa và phần kịch bản do nhóm biên kịch phim Hương vị tình thân chắp bút, với chủ đề nói về những mối quan hệ tình cảm cũ giữa các nhân vật. Bộ phim ban đầu có tên là Về chung một nhà, nhưng đến phút chót tên phim được đổi lại thành Chồng cũ, vợ cũ, người yêu cũ, cái tên ngay sau khi công bố đã gây nên tranh cãi vì bị cho là "loằng ngoằng", "quá phức tạp", "rối rắm". Số đông ý kiến khác tuy thừa nhận tên phim phức tạp những cũng phản ảnh được nội dung kịch tính trong phim.
Chồng cũ, vợ cũ, người yêu cũ đánh dấu sự tái xuất trở lại màn ảnh nhỏ của nữ diễn viên Lã Thanh Huyền kể từ Tình yêu và tham vọng. Đây còn là lần thứ hai Việt Anh đóng cặp với Thanh Huyền sau tác phẩm phát sóng năm 2013 Tình yêu không hẹn trước. Công Lý cũng góp mặt trong một vai nhỏ của phim sau một năm bị đột quỵ và phải chữa trị tại bệnh viện thời gian dài. Ông đã được đạo diễn Vũ Trường Khoa động viên để tham gia tại một số phân cảnh phim, vào vai bố của nhân vật chính, một người thường xuyên say rượu, bị tai biến và phải ngồi trên xe lăn.
Quá trình quay phim chính của bộ phim diễn ra từ cuối năm 2021 và kết thúc vào tháng 6 năm 2022. Bối cảnh phim chủ yếu diễn ra tại Hà Nội, ngoài ra một số địa điểm độc đáo khác cũng được đưa vào phim như Mộc Châu, Sơn La, v.v.. Trong suốt thời gian ghi hình bộ phim, đoàn làm phim đã gặp nhiều khó khăn, thậm chí có lúc 20 người trong đoàn phải nghỉ vì bị mắc COVID-19. Buổi họp báo của phim đã được tổ chức vào ngày 18 tháng 4 năm 2022 tại Hà Nội.

## Đón nhận
Ngay từ khi khởi động dự án, bộ phim đã nhận về nhiều sự quan tâm từ khán giả và được kỳ vọng sẽ là "bom tấn truyền hình Việt năm 2022". Dù vậy, trong thời gian phát sóng, Chồng cũ, vợ cũ, người yêu cũ không có được đón nhận tích cực từ người xem so với các bộ phim khác trên sóng VTV.
Tác phẩm đã trở thành chủ đề của nhiều cuộc tranh cãi, với phần đông người xem cho rằng bộ phim "như một nồi lẩu thập cẩm", đi vào lối mòn với các mối quan hệ "xoắn não" và những tình tiết lằng nhằng phi thực tế, cùng với đó là diễn xuất của một số diễn viên còn gượng gạo và không có cải thiện; nặng hơn thì gọi bộ phim là "tào lao", "thảm họa giờ vàng", cho rằng phim không có thông điệp truyền tải tốt đẹp, tinh thần giáo dục và "cho thấy rõ sự xuống cấp của đạo đức". Nhiều khán giả còn bày tỏ mong muốn bộ phim sớm kết thúc và cho biết khi xem Chồng cũ, vợ cũ, người yêu cũ thì "muốn tắt TV".
Các ý kiến tranh cãi cũng có sự mâu thuẫn với nhau: một bài ý kiến gửi cho báo VietNamNet đã bày tỏ sự "hụt hẫng" đối với phim khi bị liên tục nhồi các tình huống gây ức chế và cách xây dựng nhân vật không thực tế tạo nên sự "rối hơi" cho người xem, trong khi bài ý kiến khác đăng tải trước đó một ngày lại kêu gọi khán giả ngừng "chê bai, chỉ trích" bộ phim, nhưng vẫn nói rằng nhiều tình tiết éo le trong phim có thể khai thác chưa được bi kịch hóa mà chỉ mới dừng ở mức "va chạm" đơn thuần. Số bình luận khác cũng cho rằng "không có gì là hoàn hảo", đồng thời nhận định trong nghệ thuật mỗi người sẽ có một cách nhìn khác nhau và vì vậy chuyện "khẩu vị" người xem khác biệt là "bình thường".
Bài viết của Báo Phụ nữ đã chỉ ra những lý do khiến bộ phim không có được sức hút như mong đợi, trong đó bao gồm diễn biến tình tiết trong phim còn nhạt nhòa, ít tình huống mang tính bước ngoặt, thoại không đặc sắc và diễn xuất "thiếu sự bùng nổ". Một bài viết tương tự của tờ báo thì nhận xét tác phẩm dồn dập nhiều "drama" thiếu hấp dẫn và cho thấy rõ sự tham cao trào. Trang tin Zing News đồng quan điểm, cho rằng các nhân vật trong phim có tính cách khó hiểu, "gây đau đầu" cho khán giả và cách giải quyết thiếu thuyết phục, lưng chừng khiến bộ phim "rơi vào sự rối rắm như một mớ bòng bong". Bài bình luận của tạp chí Thế giới Điện ảnh đã lấy bộ phim cùng với các tác phẩm khác phát sóng trên "giờ vàng" VTV như Thương ngày nắng về, Hương vị tình thân khi lạm dụng "drama" quá mức, đánh giá phim có tình tiết quen thuộc và "không có gì mới". Tuy vậy, bài tổng hợp phê bình của báo VnExpress lại nhất trí chấm bộ phim 6.8 điểm trên thang điểm 10, cho biết nhiều khán giả đánh giá cao tác phẩm "kịch tính, thu hút" và tiết lộ các trích đoạn của phim đều đạt từ vài trăm nghìn đến hàng triệu lượt xem trên nhiều nền tảng mạng xã hội. Tập cuối phim cũng được khen ngợi khi có một cái kết "dù không trọn vẹn" nhưng đã đưa đến người xem điều mà bộ phim muốn truyền tải về sự thấu hiểu và cách đối xử tử tế trong các quan hệ xung quanh.